# 宗田淑
宗田 淑（むねだ しゅく、1994年7月1日 - ）は日本の女性ファッションモデル、タレント、女優である。
東京都出身。オスカープロモーション所属。

## 略歴
小学4年生の頃、現事務所に入り芸能活動を始めた。小学6年生の時、第11回全日本国民的美少女コンテストに出場し、本選まで進出した。
2007年12月号からローティーン向けファッション雑誌『ラブベリー』の専属モデルとして活躍し、2011年3月号で卒業した。2011年1月1日からbe amieのブログを始めた。2月、ウナコーワのCMキャラクターを選ぶオーディションの最終候補10名に選ばれ2ndステージ行き、特別審査員のラッキィ池田、逢沢りなの審査により、初代ウナガールに選ばれた。

## 人物

### 家族
- 淑という名前の由来は淑女という言葉から来ている。淑やかな女性になって欲しいという両親の思いから付けられた[6]。
- 家族と仲が良く育ちが良い[7]。
- 母は元準ミス。
- 愛犬ホワちゃんを飼っている。

### 趣味・特技
- 特技はフランス語、ピアノ演奏、書道(3段)、ダンス[1]。
- 趣味はテニス、スキー、ダンス、ゴルフ[1]。ゴルフは父親の影響で子供の頃からやっている。コースデビューは小1の時[8]。

### 嗜好
- 好きな色は特にピンク。白や黒も好きである[7]。
- ディズニーが好き[7]。

### 人柄
- 本人は「性格はある意味マイペースである」と語っている。ラブベリーのモデルからは天然といわれることもある[7]。

### 交友関係
- ラブベリーナの中では特に荒井萌と仲が良い。

## 出演

### テレビ
- ワンナイR&R（フジテレビ）
- ぶちぬき（テレビ東京）
- よゐこのKIDSぱらだいす!（キッズステーション）
- KID'S NEWS（2007年12月 - 、テレビ朝日）
- 私たちは天使だ!! 〜教えて浜ちゃん 芸能界で当てて親孝行するぞスペシャル!〜（2009年1月9日放送、毎日放送制作・TBS系）
- テストの花道（2010年3月 - 、NHK教育）- BENBU部員として出演(準レギュラー)
- テストの寄り道 (2010年5月22日・29日、6月5日) - 『テストの花道』のスピンオフ
- 明石家サンタの史上最大のクリスマスプレゼントショー（2017年12月24日、フジテレビ） - サンタガールとして出演（アシスタント）[9]

### テレビドラマ
- とめはねっ! 鈴里高校書道部（2010年1月7日 - 、NHK総合,BShi）
- ドン★キホーテ 第2話（2011年7月16日、日本テレビ）
- ティーンコート 第7話（2012年1月 - 3月、日本テレビ）
- 勇者ヨシヒコと悪霊の鍵 第5話（2012年11月9日、テレビ東京） - ユキーノ 役[10]

### 雑誌
- ピュアピュア（辰巳出版、Vol.29） ISBN 978-4777801343
- 小学五年生（小学館） 2005年読者モデルグランプリ
- 小学六年生（小学館） 2006年読者モデルグランプリ
- ラブベリー（2007年12月号 - 2011年3月号 、徳間書店） -  専属モデル

### CM
- 全日本菓子協会
- ケンタッキーフライドチキン・レッドホットチキン〜冬列車篇〜（2007年）
- トミー
- ハルタ製靴（2010年）
- 興和・プチウナ（2011年）
- 東京ディズニーシー・スプリングヴォヤッジ（2013年）[11]
- 東日本旅客鉄道 JR SKISKI（2014年 - 2015年）
- ピップ・スリムウォーク（2017年）[12]

### カタログ
- セシール cupop 2010年冬号・2011年春号